# Květa Peschke
Květa Peschke, Květoslava Hrdličková (ur. 9 lipca 1975 w Bílovcu) – czeska tenisistka, zwyciężczyni turniejów zawodowych w grze pojedynczej i podwójnej, mistrzyni wielkoszlemowego turnieju Wimbledon 2011 w deblu, reprezentantka w Pucharze Federacji i jego zdobywczyni, olimpijka.

## Kariera tenisowa
Jako juniorka była wicemistrzynią Europy do lat 18. Od 1991 występowała w turniejach niższej rangi niż główny cykl zawodowy WTA Tour, w 1992 wygrała swój pierwszy turniej (w szwajcarskim Lyss), osiągnęła dalsze trzy finały. W WTA Tour debiutowała w 1993, ale wystąpiła jedynie w dwóch turniejach, raz kończąc występ na pierwszej, drugi raz na drugiej rundzie. W kolejnych sezonach nadal gromadziła punkty rankingowe w turniejach pod auspicjami Międzynarodowej Federacji Tenisowej (ITF).
Przełom w jej karierze nastąpił w 1998. W kwietniu t.r. przeszła eliminacje do turnieju w Makarska, a następnie wygrała całą imprezę, pokonując po drodze m.in. Chorwatkę Mirjanę Lučić, a w finale Chinkę Li Fang. Przed turniejem klasyfikowana na pozycji nr 140 w rankingu światowym, była najniżej notowaną zawodniczką, której udało się triumfować w WTA Tour w 1998. Po tym sukcesie przebiła się do czołowej setki rankingu (nr 99 WTA), a w dalszej części sezonu debiutowała w turniejach wielkoszlemowych (grała we French Open, Wimbledonie i US Open) oraz była w ćwierćfinale turnieju w Sopocie. Ostatecznie sezon 1998 zakończyła jako 57. tenisistka rankingu światowego. Dalszy awans zanotowała w 1999; osiągnęła m.in. dwa dobre rezultaty jesienią t.r. w halowych turniejach – w Bratysławie była w półfinale, a w dużym turnieju w Lipsku w finale – po przejściu eliminacji (gdzie w decydującej rundzie pokonała Myskinę) odniosła zwycięstwa nad czterema wyżej notowanymi rywalkami, Kim Clijsters, Jeleną Lichowcewą, Sabine Appelmans i Mary Pierce (pierwsze zwycięstwo nad rywalką z czołowej dziesiątki rankingu). W finale nie sprostała Francuzce Nathalie Tauziat (1:6, 3:6).
Jesienią 2000 doszła do półfinału turnieju halowego w Linzu, gdzie m.in. zrewanżowała się Tauziat za ubiegłoroczną porażkę, a także pokonała inną czołową zawodniczkę francuską, Amélie Mauresmo. W 2001 grała nieco mniej skutecznie, ale dzięki kilku ćwierćfinałom turniejowym utrzymała się w najlepszej setce. W 2002 doznała poważnej kontuzji kolana, która wyłączyła ją z tenisa aż do kwietnia 2004. Wyszła w tym czasie za mąż za niemieckiego trenera tenisowego Torstena Peschke i po powrocie na korty występuje pod nazwiskiem małżeńskim.
W 2004 była m.in. w ćwierćfinale turnieju w Luksemburgu i II rundzie French Open, ale przede wszystkim grała skutecznie w turniejach poza głównym cyklem, stopniowo odzyskując wysoką pozycję w rankingu. W 2005 była w półfinale w Linzu (pokonała m.in. Rosjankę Diemientjewą), ćwierćfinałach w Hobart i Filadelfii oraz IV rundzie (1/8 finału) Wimbledonu (pokonała m.in. Zwonariową i mistrzynię tego turnieju sprzed 11 lat Martínez, przegrała z Pietrową, nie wykorzystując piłek meczowych). Wyniki te dały jej awans na najwyższą pozycję w karierze – nr 26 WTA w listopadzie 2005. Wiosną 2007 rozegrała ostatni w karierze zawodowy turniej w grze pojedynczej; przeszła eliminacje do French Open, w I rundzie wyeliminowała rozstawioną Rosjankę Pietrową, w II rundzie uległa przedstawicielce gospodarzy Stéphanie Cohen-Aloro.
Po 2004 skoncentrowała się przede wszystkim na grze podwójnej, gdzie odnotowała większe sukcesy. W 2011 wygrała wielkoszlemowy Wimbledon w deblu w parze z Katariną Srebotnik, pokonując parę Sabine Lisicki/Samantha Stosur 6:3, 6:1. Po tym sukcesie awansowała na pierwsze miejsce w rankingu deblistek (4 lipca 2011).
W latach 1998–2011 reprezentowała Czechy w Pucharze Federacji, przyczyniając się do awansu zespołu do Grupy Światowej w 1999 i osiągnięcia półfinału rozgrywek rok później. W 2011 była w składzie zwycięskiej ekipy w Pucharze Federacji, m.in. zdobywając decydujący punkt w grze podwójnej (w parze z Hradecką) w finale przeciwko Rosjankom. Z mniejszym szczęściem broniła barw narodowych na igrzyskach olimpijskich w Sydney w 2000, gdzie odpadła w I rundzie.
Jest zawodniczką praworęczną, z oburęcznym backhandem. W listopadzie 2011, dzień po zwycięskim finale w Pucharze Federacji, ogłosiła zakończenie kariery sportowej. Mimo tego, w przyszłym roku również występowała w grze podwójnej w parze z Katariną Srebotnik. Podczas turnieju w Sydney dotarły do finału i pokonały parę rozstawioną z numerem drugim: Liezel Huber oraz Lisę Raymond, natomiast w US Open w mikście grała z polskim tenisistą Marcinem Matkowskim docierając do finału tej imprezy, przegrywając z brazylijsko-rosyjską parą Bruno Soares-Jekatierina Makarowa.
Wygrała łącznie 36 turniejów deblowych (10 w parze z Katariną Srebotnik, 5 z Nicole Melichar, po 4 w parach z Rennae Stubbs i Anną-Leną Grönefeld, 3 z Francescą Schiavone oraz po jednym w parach z Heleną Vildovą, Barbarą Rittner, Ivetą Benešovą, Giselą Dulko, Émilie Loit, Lisą Raymond, Chuang Chia-jung, Latishą Chan, Demi Schuurs i Andreą Petković), a w dalszych 42 dochodziła do finałów, w tym w wielkoszlemowym French Open 2010, w Wimbledonie 2018 i trzykrotnie w deblowym Mastersie (2008, 2010, 2011). Była też trzy razy w wielkoszlemowych finałach w grze mieszanej.

## Historia występów wielkoszlemowych
Legenda
     W, wygrany turniej
     F, przegrana w finale
     SF, przegrana w półfinale
     QF, przegrana w ćwierćfinale
     xR, przegrana w x rundzie
     Qx, przegrana w x rundzie eliminacji
     A, brak startu
     NH, turniej nie odbył się

### Występy w grze pojedynczej
| Australian Open        | A   | A   | A   | A   | A   | A   | A  | 1R | 3R | A  | 2R  | A | A   | 1R | A   | A  | 0 / 4  | 3 – 4   |  |  |  |  |  |  |  |  |
| French Open            | A   | A   | A   | A   | A   | A   | 2R | 3R | 3R | 1R | 1R  | A | 2R  | 2R | 1R  | 2R | 0 / 9  | 8 – 9   |  |  |  |  |  |  |  |  |
| Wimbledon              | A   | A   | A   | A   | A   | A   | 1R | 1R | 1R | A  | 2R  | A | A   | 4R | 2R  | A  | 0 / 6  | 5 – 6   |  |  |  |  |  |  |  |  |
| US Open                | A   | A   | A   | A   | A   | A   | 2R | 1R | 2R | 1R | 1R  | A | A   | 1R | 1R  | A  | 0 / 7  | 2 – 7   |  |  |  |  |  |  |  |  |
|                        |     |     |     |     |     |     |    |    |    |    |     |   |     |    |     |    |        |         |  |  |  |  |  |  |  |  |
| Ranking na koniec roku | 324 | 232 | 241 | 185 | 275 | 239 | 57 | 44 | 47 | 86 | 145 | – | 116 | 26 | 133 | –  | 0 / 26 | 18 – 26 |  |  |  |  |  |  |  |  |

### Występy w grze podwójnej
| Turniej                | 1992 | 1993 | 1994 | 1995 | 1996 | 1997 | 1998 | 1999 | 2000 | 2001 | 2002 | 2003 | 2004 | 2005 | 2006 | 2007 | 2008 | 2009 | 2010 | 2011 | 2012 | 2013 | 2014 | 2015 | 2016 | 2017 | 2018 | 2019 | 2020 | 2021 | Tytuły | Z–P      |
| ---------------------- | ---- | ---- | ---- | ---- | ---- | ---- | ---- | ---- | ---- | ---- | ---- | ---- | ---- | ---- | ---- | ---- | ---- | ---- | ---- | ---- | ---- | ---- | ---- | ---- | ---- | ---- | ---- | ---- | ---- | ---- | ------ | -------- |
| Australian Open        | A    | A    | A    | A    | A    | A    | A    | 3R   | 1R   | A    | QF   | A    | A    | 1R   | A    | A    | QF   | 3R   | 2R   | SF   | 2R   | 2R   | SF   | 1R   | A    | 3R   | 3R   | 3R   | 2R   | A    | 0 / 16 | 28 – 15  |
| French Open            | A    | A    | 2R   | A    | A    | A    | A    | 2R   | 2R   | 3R   | 1R   | A    | 1R   | 3R   | QF   | 3R   | 3R   | 3R   | F    | QF   | QF   | 2R   | QF   | A    | 1R   | 1R   | 3R   | QF   | 3R   | 2R   | 0 / 22 | 38 – 21  |
| Wimbledon              | A    | A    | 1R   | A    | A    | A    | A    | 1R   | 2R   | A    | 2R   | A    | A    | 1R   | QF   | QF   | 3R   | A    | QF   | W    | 2R   | SF   | 1R   | A    | QF   | SF   | F    | QF   | NH   | 1R   | 1 / 18 | 39 – 17  |
| US Open                | A    | A    | A    | A    | A    | A    | A    | 2R   | 2R   | 3R   | 1R   | A    | A    | 1R   | SF   | SF   | 1R   | A    | 3R   | QF   | QF   | 3R   | QF   | A    | 1R   | 1R   | 1R   | 2R   | QF   | 2R   | 0 / 19 | 29 – 19  |
|                        |      |      |      |      |      |      |      |      |      |      |      |      |      |      |      |      |      |      |      |      |      |      |      |      |      |      |      |      |      |      |        |          |
| Ranking na koniec roku | 395  | 185  | 148  | 177  | 253  | 538  | 148  | 48   | 111  | 48   | 68   | –    | 142  | 16   | 8    | 11   | 7    | 26   | 5    | 2    | 17   | 16   | 9    | 401  | 51   | 21   | 13   | 21   | 17   |      | 1 / 75 | 134 – 72 |

### Występy w grze mieszanej
| Australian Open | A | A | A | A | A | A | A | A | A | A | QF | A | A | A  | A  | A  | QF | 1R | 1R | 1R | 1R | SF | 2R | 1R | A | A  | 2R | 1R | 1R | A  | 0 / 12 | 8 – 11  |  |  |  |  |  |  |
| French Open     | A | A | A | A | A | A | A | A | A | A | A  | A | A | 2R | 1R | 1R | SF | 1R | A  | 2R | QF | 1R | 1R | A  | A | 1R | 1R | 1R | NH | A  | 0 / 12 | 7 – 12  |  |  |  |  |  |  |
| Wimbledon       | A | A | A | A | A | A | A | A | A | A | 2R | A | A | 2R | 3R | 3R | QF | A  | A  | 2R | 3R | QF | 3R | A  | A | 2R | 2R | SF | NH | SF | 0 / 13 | 12 – 13 |  |  |  |  |  |  |
| US Open         | A | A | A | A | A | A | A | A | A | A | A  | A | A | 1R | F  | 2R | 2R | A  | F  | A  | F  | QF | QF | A  | A | 2R | 2R | QF | NH | A  | 0 / 11 | 22 – 11 |  |  |  |  |  |  |
|                 |   |   |   |   |   |   |   |   |   |   |    |   |   |    |    |    |    |    |    |    |    |    |    |    |   |    |    |    |    |    |        |         |  |  |  |  |  |  |
|                 |   |   |   |   |   |   |   |   |   |   |    |   |   |    |    |    |    |    |    |    |    |    |    |    |   |    |    |    |    |    | 0 / 48 | 49 – 47 |  |  |  |  |  |  |

## Finały turniejów WTA
| Legenda                     | Legenda |
| --------------------------- | ------- |
| Wielki Szlem                |         |
| Igrzyska olimpijskie        |         |
| WTA Tour Championships      |         |
| 1988 – 2008                 |         |
| Kategoria I                 |         |
| Kategoria II                |         |
| Kategoria III               |         |
| Kategoria IV                |         |
| Kategoria V                 |         |
| 2009 – 2020                 |         |
| WTA Premier Mandatory       |         |
| WTA Premier 5               |         |
| WTA Premier                 |         |
| WTA International Series    |         |
| WTA 125K series (2012–2020) |         |

### Gra pojedyncza 2 (1–1)
| Końcowy wynik | Nr | Data             | Turniej  | Nawierzchnia | Przeciwniczka    | Wynik finału |
| ------------- | -- | ---------------- | -------- | ------------ | ---------------- | ------------ |
| Zwyciężczyni  | 1. | 19 kwietnia 1998 | Makarska | Ceglana      | Li Fang          | 6:3, 6:1     |
| Finalistka    | 1. | 7 listopada 1999 | Lipsk    | Twarda       | Nathalie Tauziat | 1:6, 3:6     |

### Gra mieszana 3 (0–3)
| Końcowy wynik | Nr | Data             | Turniej | Nawierzchnia | Partner              | Przeciwnicy                       | Wynik finału       |
| ------------- | -- | ---------------- | ------- | ------------ | -------------------- | --------------------------------- | ------------------ |
| Finalistka    | 1. | 9 września 2006  | US Open | Twarda       | Martin Damm          | Martina Navrátilová Bob Bryan     | 2:6, 3:6           |
| Finalistka    | 2. | 11 września 2010 | US Open | Twarda       | Aisam-ul-Haq Qureshi | Liezel Huber Bob Bryan            | 4:6, 4:6           |
| Finalistka    | 3. | 6 września 2012  | US Open | Twarda       | Marcin Matkowski     | Jekatierina Makarowa Bruno Soares | 7:6(8), 1:6, 10–12 |

## Występy w Turnieju Mistrzyń

### W grze podwójnej
| Rok  | Rezultat              | Partnerka           | Przeciwniczki                         | Wynik             |
| 2006 | Półfinał              | Francesca Schiavone | Lisa Raymond Samantha Stosur          | 1:6, 4:6          |
| 2007 | Półfinał              | Rennae Stubbs       | Cara Black Liezel Huber               | 6:7(3), 6:4, 6–10 |
| 2008 | Finał                 | Rennae Stubbs       | Cara Black Liezel Huber               | 1:6, 5:7          |
| 2010 | Finał                 | Katarina Srebotnik  | Gisela Dulko Flavia Pennetta          | 5:7, 4:6          |
| 2011 | Finał                 | Katarina Srebotnik  | Liezel Huber Lisa Raymond             | 4:6, 4:6          |
| 2014 | Półfinał              | Katarina Srebotnik  | Cara Black Sania Mirza                | 6:4, 5:7, 9–11    |
| 2017 | Ćwierćfinał           | Anna-Lena Grönefeld | Chan Yung-jan Martina Hingis          | 3:6, 2:6          |
| 2018 | Ćwierćfinał           | Nicole Melichar     | Barbora Krejčíková Kateřina Siniaková | 1:6, 4:6          |
| 2019 | Zawodniczki rezerwowe | Nicole Melichar     | nie wystąpiły                         | nie wystąpiły     |

## Finały turniejów ITF
| turnieje z pulą nagród 100 000 $ |
| turnieje z pulą nagród 75 000 $  |
| turnieje z pulą nagród 50 000 $  |
| turnieje z pulą nagród 25 000 $  |
| turnieje z pulą nagród 15 000 $  |
| turnieje z pulą nagród 10 000 $  |

### Gra pojedyncza 16 (10–6)
| Rezultat     | Data       | Turniej         | Naw.            | Przeciwniczka          | Wynik            |
| Finalistka   | 24/05/1992 | Salerno         | Ceglana         | Karolina Bułat         | 5:7, 4:6         |
| Finalistka   | 05/09/1992 | Marina di Mas   | Ceglana         | Andreea Ehritt-Vanc    | 1:6, 2:6         |
| Finalistka   | 18/10/1992 | Burgdorf        | Dywanowa (hala) | Kristin Godridge       | 6:7(2), 4:6      |
| Zwyciężczyni | 25/10/1992 | Lyss            | Twarda (hala)   | Nicole Gadanyi         | 6:2, 6:3         |
| Zwyciężczyni | 12/12/1993 | Vítkovice       | Twarda          | Sylvia Štefková        | 6:4, 6:3         |
| Finalistka   | 23/07/1995 | Darmstadt       | Ceglana         | Annie Miller           | 6:3, 4:6, 2:6    |
| Zwyciężczyni | 08/12/1996 | Vítkovice       | Dywanowa (hala) | Jana Macurová          | 6:2, 6:3         |
| Zwyciężczyni | 15/12/1996 | Prerov          | Dywanowa (hala) | Nóra Köves             | 6:2, 6:3         |
| Finalistka   | 19/10/1997 | Flensburg       | Dywanowa (hala) | Syna Schreiber         | 4:6, 4:6         |
| Zwyciężczyni | 08/02/1998 | Rogaška Slatina | Dywanowa (hala) | Meghann Shaughnessy    | 6:2, 3:6, 6:4    |
| Finalistka   | 15/03/1998 | Biel            | Dywanowa (hala) | Nancy Feber            | 7:6(8), 3:6, 4:6 |
| Zwyciężczyni | 10/05/1998 | Cardiff         | Ceglana         | Anna Smasznowa         | 7:5, 6:4         |
| Zwyciężczyni | 17/10/1999 | Poitiers        | Twarda (hala)   | Marie-Gaïané Mikaelian | 4:6, 6:4, 6:2    |
| Zwyciężczyni | 26/09/2004 | Biella          | Ceglana         | Virginie Razzano       | 6:1, 6:1         |
| Zwyciężczyni | 16/10/2004 | Joué-lès-Tours  | Dywanowa (hala) | Dally Randriantefy     | 6:3, 6:2         |
| Zwyciężczyni | 21/11/2004 | Deauville       | Ceglana         | Alona Bondarenko       | 6:0, 6:3         |

### Gra podwójna 12 (8–4)
| Rezultat     | Data       | Turniej        | Naw.     | Partnerka            | Przeciwniczki                            | Wynik            |
| Zwyciężczyni | 30/08/1992 | La Spezia      | Ceglana  | Tina Vukasović       | Marzia Grossi Laura Lapi                 | 7:5, 2:6, 6:2    |
| Zwyciężczyni | 08/08/1993 | Sopot          | Ceglana  | Tina Križan          | Denisa Krajčovičová Katarína Studeníková | 6:3, 6:1         |
| Zwyciężczyni | 12/09/1993 | Klagenfurt     | Ceglana  | Jana Pospíšilová     | Ivana Jankovská Eva Melicharová          | 6:4, 7:6(1)      |
| Zwyciężczyni | 12/12/1993 | Witkowice      | Twarda   | Dominika Gorecká     | Ivana Jankovská Eva Melicharová          | 7:5, 2:6, 7:6(5) |
| Finalistka   | 13/03/1994 | Prościejów     | Twarda   | Jana Pospíšilová     | Lara Bitter Maaike Koutstaal             | 5:7, 3:6         |
| Zwyciężczyni | 23/07/1995 | Darmstadt      | Ceglana  | Swetłana Kriwenczewa | Magdalena Feistel Helena Vildová         | 7:6(4), 6:2      |
| Zwyciężczyni | 17/09/1995 | Karlowe Wary   | Ceglana  | Simona Galiková      | Andrea Noszály Radka Pelikánová          | 6:3, 6:4         |
| Finalistka   | 11/08/1996 | Budapeszt      | Ceglana  | Jana Macurová        | Syna Schreiber Fruzsina Siklosi          | 2:6, 1:6         |
| Finalistka   | 20/10/1996 | Flensburg      | Dywanowa | Magdalena Feistel    | Annica Lindstedt Anna-Karin Svensson     | 4:6, 2:6         |
| Zwyciężczyni | 14/12/1998 | Bad Gogging    | Dywanowa | Helena Vildová       | Anca Barna Adriana Barna                 | 6:4, 6:3         |
| Zwyciężczyni | 16/10/2004 | Joué-lès-Tours | Dywanowa | Angelika Rösch       | Stéphanie Cohen-Aloro Salima Safar       | walkower         |
| Finalistka   | 21/11/2004 | Deauville      | Ceglana  | Vanessa Henke        | Virág Németh Cippora Obziler             | 4:6, 1:6         |

## Występy w igrzyskach olimpijskich

### Gra pojedyncza
Letnie Igrzyska Olimpijskie w Sydney, 2000,
reprezentując państwo  Czechy
| Etap     | Przeciwniczka                 | Wynik    |
| -------- | ----------------------------- | -------- |
| 1. runda | Paragwaj: Rossana de los Ríos | 3:6, 0:6 |

### Gra podwójna
Letnie Igrzyska Olimpijskie w Sydney, 2000,
reprezentując państwo  Czechy, partnerka Dája Bedáňová
| Etap     | Przeciwniczki                                         | Wynik    |
| -------- | ----------------------------------------------------- | -------- |
| 1. runda | Hiszpania: Conchita Martínez, Arantxa Sánchez Vicario | 4:6, 3:6 |